# شارون استون
شارون وان استون (انگلیسی: Sharon Vonne Stone؛ ۱۰ مارس ۱۹۵۸) بازیگر آمریکایی است. او برای بازی در نقش زنان شهرآشوب و مبهم در فیلم و تلویزیون مشهور است و تبدیل به یکی از نمادهای جذابیت دههٔ ۱۹۹۰ شد. او جوایز گوناگونی از جمله یک جایزه امی ساعات پربیننده، یک جایزه گلدن گلوب و یک نامزدی در مراسم اسکار دریافت کرده‌است. او در سال ۱۹۹۵ ستاره‌ای در پیاده‌روی مشاهیر هالیوود دریافت کرد و در سال ۲۰۰۵ به‌عنوان افسر هنر و ادبیات فرانسه (عنوان فرمانده در سال ۲۰۲۱) برگزیده شد.
شارون استون پس از کار مدلینگ در آگهی‌های تلویزیونی و چاپی، نخستین نقش سینمایی خود را به‌عنوان سیاهی‌لشکر در فیلم درام خاطرات استارداست (۱۹۸۰) بازی کرد و نخستین نقش گویندگی خود را در فیلم ترسناک موهبت مرگبار (۱۹۸۱) به‌دست آورد. در دهه ۱۹۸۰ او در فیلم‌هایی مانند تفاوت‌های غیرقابل مقایسه (۱۹۸۴)، معادن شاه سلیمان (۱۹۸۵)، فولاد سرد (۱۹۸۷)، و فراتر از قانون (۱۹۸۸) ظاهر شد. او نقش برجستهٔ خود را در فیلم اکشن علمی تخیلی یادآوری کامل (۱۹۹۰) ساختهٔ پل ورهوفن گرفت. سپس با ایفای نقش کاترین ترامل در فیلم دیگری از ورهوفن، در فیلم غریزه اصلی (۱۹۹۲) به شهرت بین‌المللی رسید و برای آن نامزد جایزه گلدن گلوب بهترین بازیگر زن – فیلم درام شد.
اجرای استون در نقش همسر جوانِ جذاب یک مرد مسن در درام جنایی حماسی کازینو (۱۹۹۵) ساختهٔ مارتین اسکورسیزی، بهترین نقدهای دوران کاری او را به همراه داشت و همچنین منجر به نامزدی جایزه اسکار بهترین بازیگر زن شد. از دیگر فیلم‌های برجستهٔ او می‌توان به آسمان‌خراش (۱۹۹۳)، متخصص (۱۹۹۴)، سریع و مرده (۱۹۹۵)، کره (۱۹۹۸)، توانا (۱۹۹۸)، میوز (۱۹۹۹)، گل‌های پرپر (۲۰۰۵)، آلفا داگ (۲۰۰۶)، بابی (۲۰۰۶)، لاولیس (۲۰۱۳)، ژیگولوی رو به زوال (۲۰۱۳)، هنرمند فاجعه (۲۰۱۷) و رختشویگاه (۲۰۱۹) اشاره کرد.

## آغاز زندگی
شارون وان استون در ۱۰ مارس ۱۹۵۸ در مادویل، پنسیلوانیا زاده شد. مادرش حساب‌دار و پدرش سازندهٔ ابزار و کارگر پیشین کارخانه بود. او سه خواهر و برادر به نام‌های مایکل، کلی و پاتریک جوزف (درگذشته در سال ۲۰۲۳) دارد و ایرلندی‌تبار است. استون می‌گوید نیاکان ایرلندی او در زمان قحطی بزرگ ایرلند به ایالات متحده آمدند. طبق گزارش‌ها بهره هوشی او ۱۵۴ است.
استون در کودکی دارای توانایی تحصیل بود و در پنج سالگی وارد پایه دوم شد. استون می‌گوید که او و خواهرش هر دو در کودکی به‌وسیلهٔ پدربزرگ مادری خود مورد آزار جنسی قرار گرفتند. گردن او در ۱۴ سالگی به‌وسیلهٔ جفتک انداختن اسب به‌شدت آسیب دید.
استون در سال ۱۹۷۵ از دبیرستان سیگرتاون واقع در سیگرتاون ، پنسیلوانیا فارغ‌التحصیل شد. او در ۱۵ سالگی با کمک هزینهٔ تحصیلی در دانشگاه ادینبورو پنسیلوانیا پذیرفته شد اما کالج را رها کرد و به شهر نیویورک رفت تا مدل شود. استون با الهام از هیلاری کلینتون بعدها به دانشگاه ادینبورو بازگشت و تحصیلات خود را در سال ۲۰۱۶ به پایان رساند.

## جنجال‌ها
در صحنه‌ای از فیلم غریزه اصلی در حالی که بازجو در حال صحبت کردن با شارون استون است تصویر مبهمی از آلت تناسلی استون به نمایش درمی‌آید. این پلان بعدها باعث جنجال فراوانی شد. شارون استون یکی از دلایل فروش بالای این فیلم را این صحنه دانسته‌است.
در سال ۲۰۰۸ و در شصت و یکمین دوره جشنواره فیلم کن شارون استون طی اظهاراتی با انتقاد از عملکرد دولت چین در سرکوب قیام تبت، وقوع زمین‌لرزه سیچوان را نتیجه اقدامات خشونت‌آمیز دولت چین دانست. در نهایت شارون استون به خاطر این سخنان خود عذرخواهی کرد. ولی دولت چین نمایش فیلم‌هایی را که او در آن نقش‌آفرینی می‌کند در آن کشور ممنوع کرد. همچنین شرکت کریستین دیور اعلام کرد که دیگر از تصاویر شارون استون در تبلیغات خود در کشور چین استفاده نخواهد کرد.

## بخشی از فیلم‌شناسی

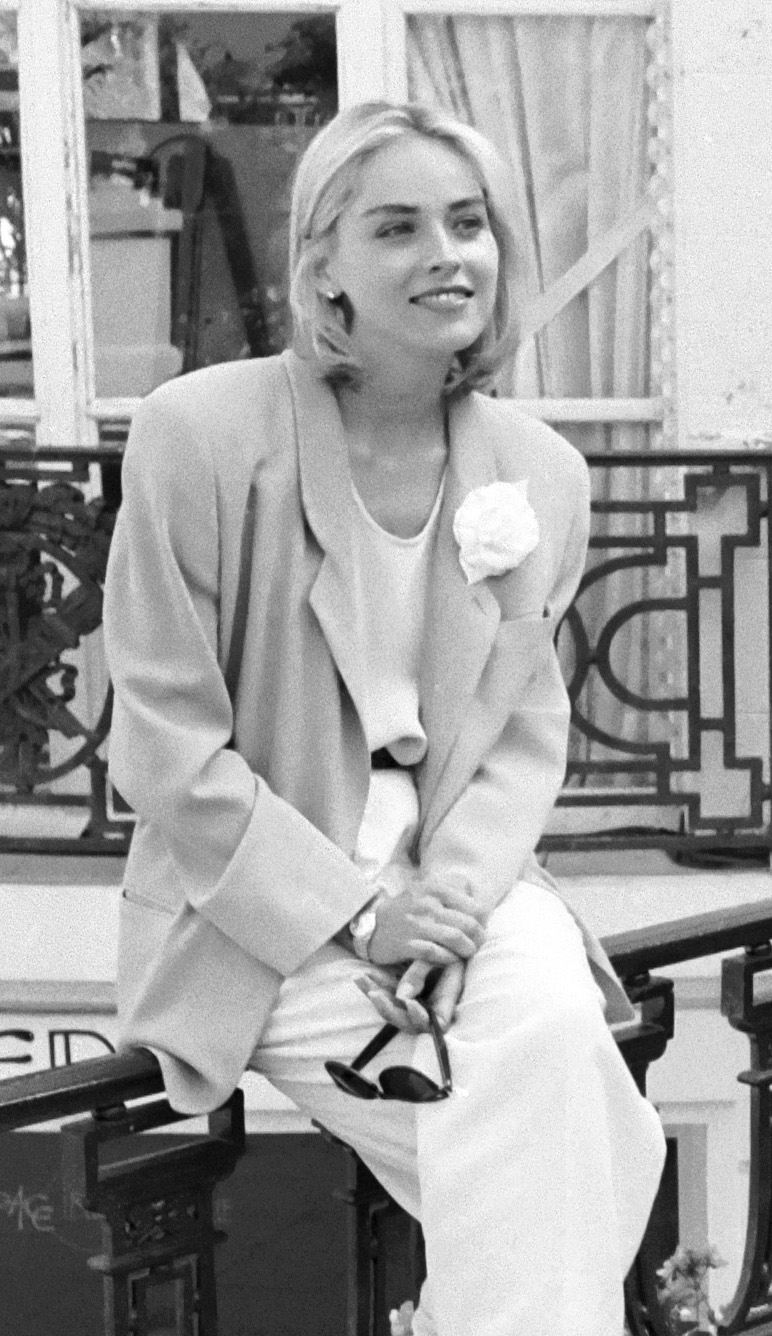
در سال ۱۹۹۱

فهرست برخی از فیلم‌هایی که شارون استون در آن‌ها به ایفای نقش پرداخته‌است:
- خاطرات استارداست (۱۹۸۰)
- یکی و دیگری (۱۹۸۱)
- موهبت مرگبار (۱۹۸۱)
- تفاوت‌های غیرقابل مقایسه (۱۹۸۴)
- معادن شاه سلیمان (۱۹۸۵)
- آلن کواترمین و شهر گمشده طلا (۱۹۸۷)
- دانشکده پلیس ۴ (۱۹۸۷)
- فولاد سرد (۱۹۸۷)
- فراتر از قانون (۱۹۸۸)
- اکش جکسون (۱۹۸۸)
- ورای ستارگان (۱۹۸۹)
- خون و شن (۱۹۸۹)
- یادآوری کامل (۱۹۹۰)
- آن زن گفت، آن مرد گفت (۱۹۹۱)
- خاطرات هیتمن (۱۹۹۱)
- قیچی (۱۹۹۱)
- سال اسلحه (۱۹۹۱)
- جایی که سگ‌های خوابیده دروغ می‌گویند (۱۹۹۱)
- غریزه اصلی (۱۹۹۲)
- آسمان‌خراش (۱۹۹۳)
- آخرین قهرمان اکشن (۱۹۹۳)
- تقاطع (۱۹۹۴)
- متخصص (۱۹۹۴)
- سریع و مرده (۱۹۹۵)
- کازینو (۱۹۹۵)
- شیاطین (۱۹۹۶)
- آخرین رقص (۱۹۹۶)
- کُره (۱۹۹۸)
- مورچه‌ای به نام زی (۱۹۹۸) (صداپیشه)
- توانا (۱۹۹۸)
- گلوریا (۱۹۹۹)
- میوز (۱۹۹۹)
- سیمپاتیکو (۱۹۹۹)
- اگر این دیوارها می‌توانستند صحبت کنند ۲ (۲۰۰۰)
- برداشتن قطعات (۲۰۰۰)
- جو زیبا (۲۰۰۰)
- عمارت کلد کریک (۲۰۰۳)
- وفاداری از نوع دیگر (۲۰۰۴)
- زن گربه‌ای (۲۰۰۴)
- گل‌های پرپر (۲۰۰۴)
- آلفا داگ (۲۰۰۶)
- غریزه اصلی ۲ (۲۰۰۶)
- بابی (۲۰۰۶)
- نابغه هستم (۲۰۰۷)
- سال آشنایی با ما (۲۰۰۸)
- پنج دلار در روز (۲۰۰۸)
- خیابان‌های خون (۲۰۰۹)
- لارگو وینچ ۲ (۲۰۱۱)
- عبور از مرز (۲۰۱۲)
- لاولیس (۲۰۱۳)
- رفتار بد خدایان (۲۰۱۳)
- ژیگولوی رو به زوال (۲۰۱۳)
- عشق در وگاس (۲۰۱۴)
- پسر طلایی (۲۰۱۴)
- زندگی در خطر (۲۰۱۵)
- مادران و دختران (۲۰۱۶)
- دیوانه‌وار دویدن (۲۰۱۷)
- تمام آرزوهای من (۲۰۱۷)
- هنرمند فاجعه (۲۰۱۷)
- رختشویگاه (۲۰۱۹)
- اینجا امروز (۲۰۲۱)
- زیبایی (۲۰۲۲)
- درباره عشق (۲۰۲۴)

## جوایز و افتخارات

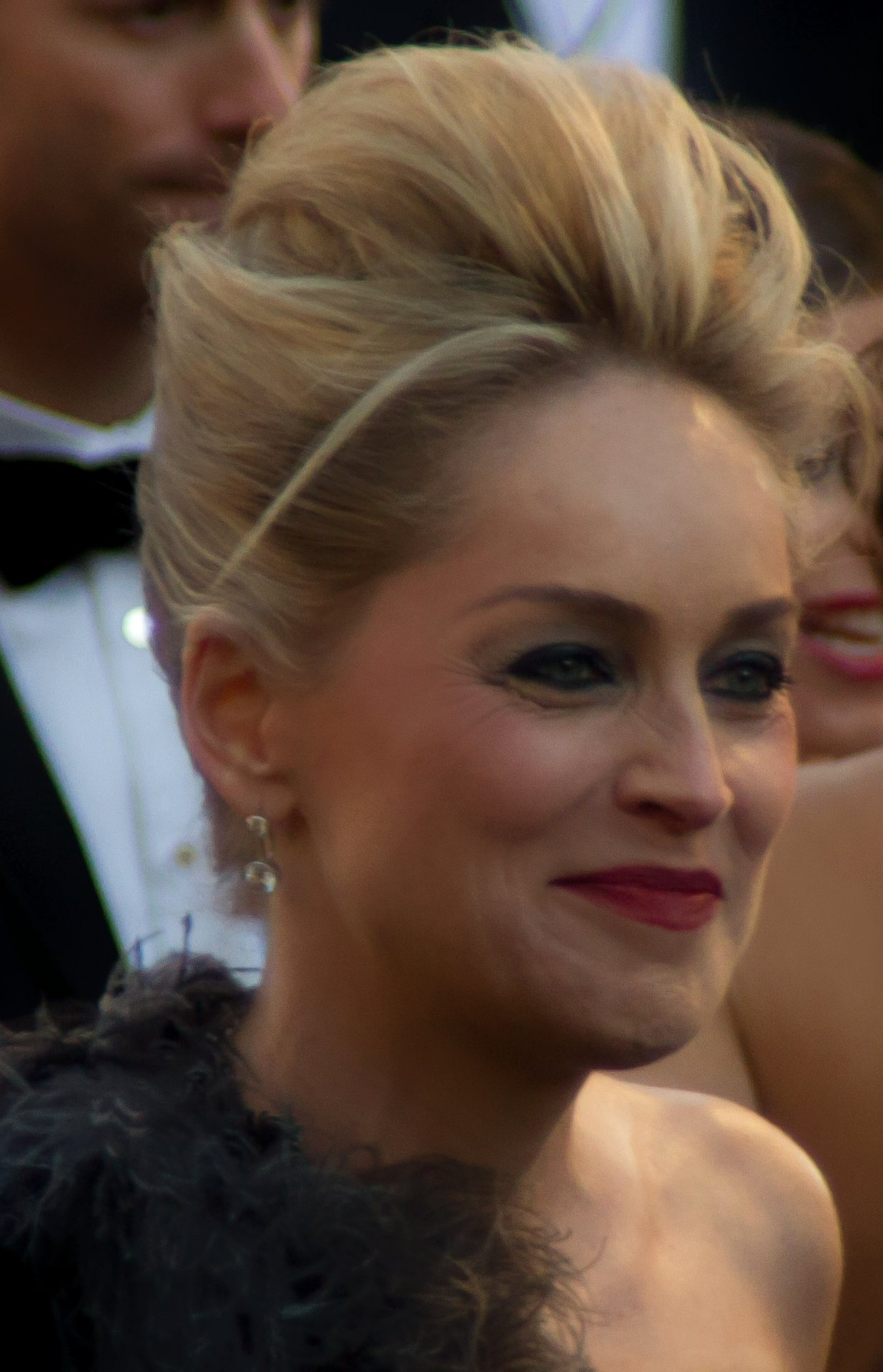
در سال ۲۰۱۱

- جایزه امی بهترین بازیگر زن مهمان برجسته در سریال‌های درام برای The Practice (۲۰۰۴)
- جایزه گلدن گلوب بهترین بازیگر زن برای فیلم کازینو (۱۹۹۶)
- جایزه تمشک طلایی بدترین بازیگر زن برای فیلم غریزه اصلی ۲ (۲۰۰۶)
- جایزه تمشک طلایی بدترین بازیگر زن برای فیلم تقاطع (۱۹۹۴)
- جایزه تمشک طلایی بدترین بازیگر زن برای فیلم متخصص (۱۹۹۴)
- نامزد اسکار بهترین بازیگر نقش اول زن برای فیلم کازینو (۱۹۹۶)
- نامزد گلدن گلوب بهترین بازیگر نقش اول زن فیلم درام برای فیلم غریزه اصلی (۱۹۹۲)
- نامزد تمشک طلایی برای بدترین بازیگر تازه‌وارد برای فیلم غریزه اصلی (۱۹۹۲)
- برنده جایزه MTV بهترین بازیگر زن برای فیلم غریزه اصلی
- برنده جایزه MTV مطلوب‌ترین زن برای فیلم غریزه اصلی
- برنده جایزه MTV بهترین بازیگر نقش منفی برای فیلم غریزه اصلی
- نامزد جایزه MTV بهترین اجرای دو نفره برای فیلم غریزه اصلی
- نامزد جایزه MTV بهترین بازیگر زن برای فیلم کازینو
- در نوامبر ۱۹۹۵ صاحب یک ستاره در پیاده‌روی مشاهیر هالیوود شد.
- در سال ۱۹۹۲ جز ۵۰ شخص زیبای جهان انتخاب شد.
- در سال ۱۹۹۹ مقام ۲۵ جذاب‌ترین زنان قرن در مجله پلی بوی را بدست آورد.
- در نوامبر ۱۹۹۵ جز ۱۰۰ زن جذاب تاریخ سینما در مجله امپایر شد.
- در اکتبر ۱۹۹۷ به عنوان یکی از ۱۰۰ ستاره برتر تایخ سینما در مجله امپایر انتخاب شد.

## نگارخانه

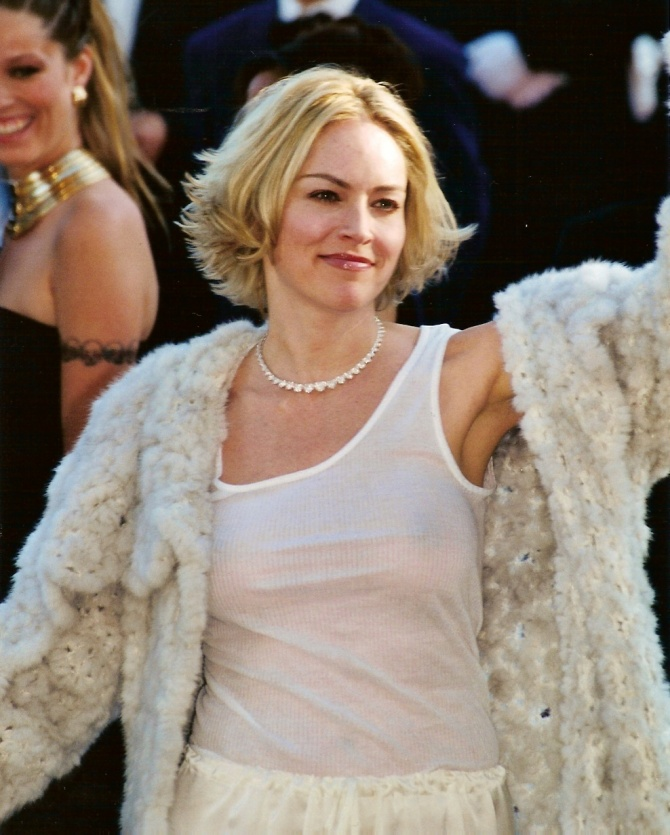
جشنواره کن ۲۰۰۲
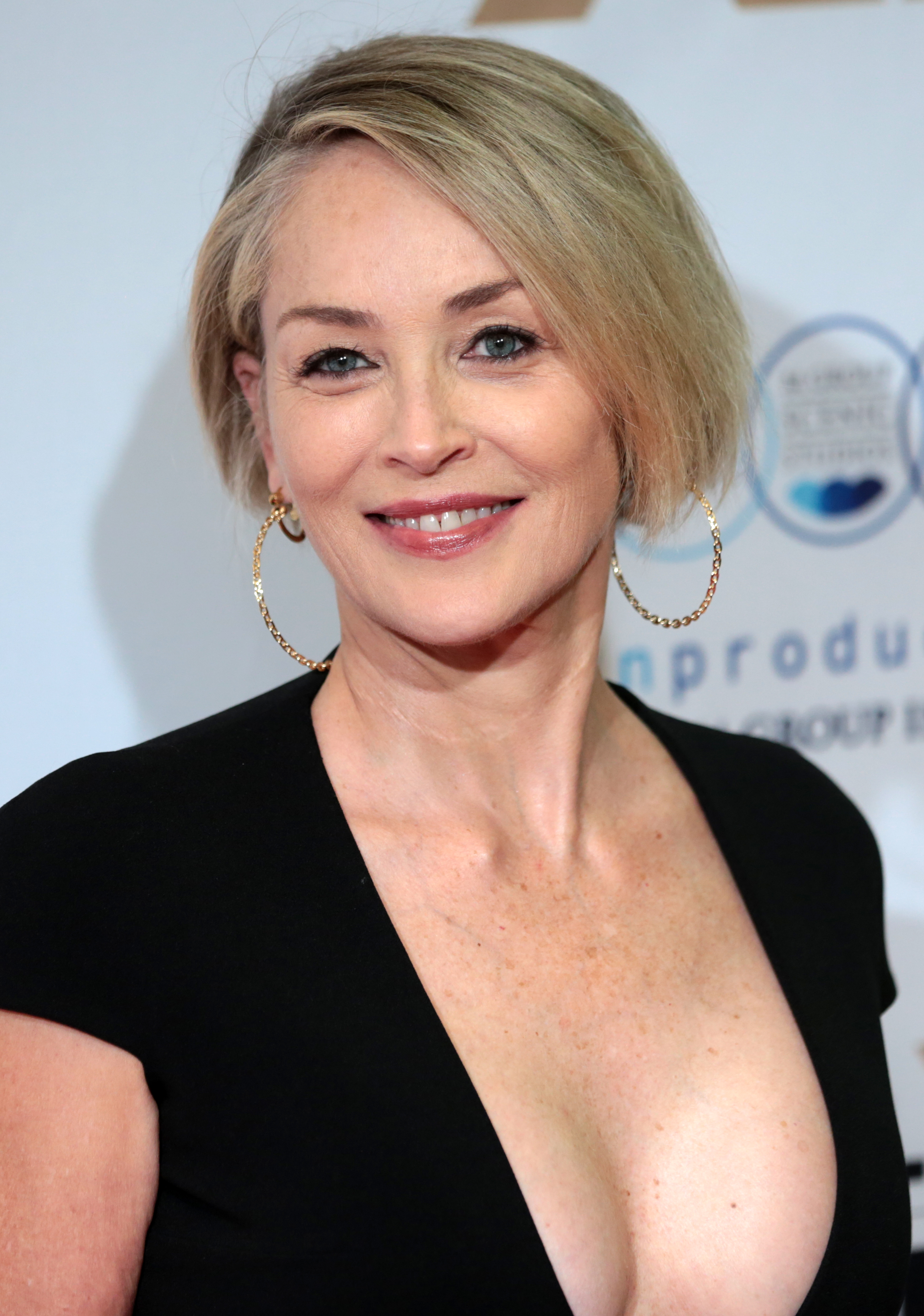
شارون استون ۲۰۱۷
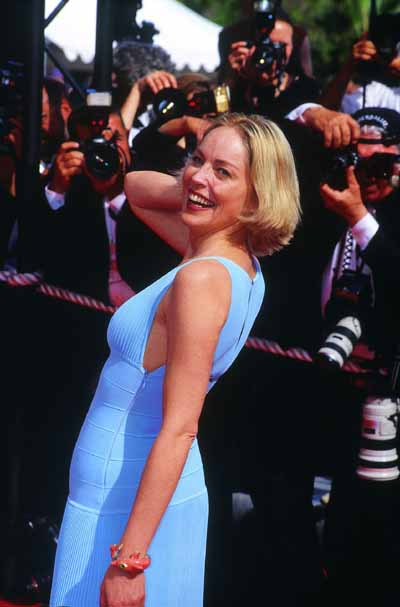
جشنواره کن ۲۰۰۲
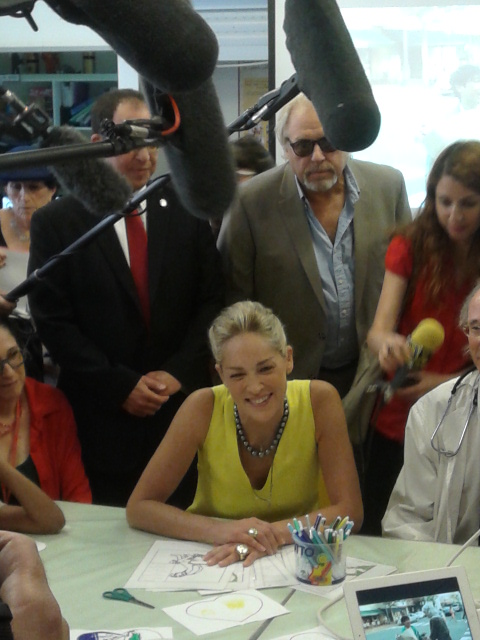
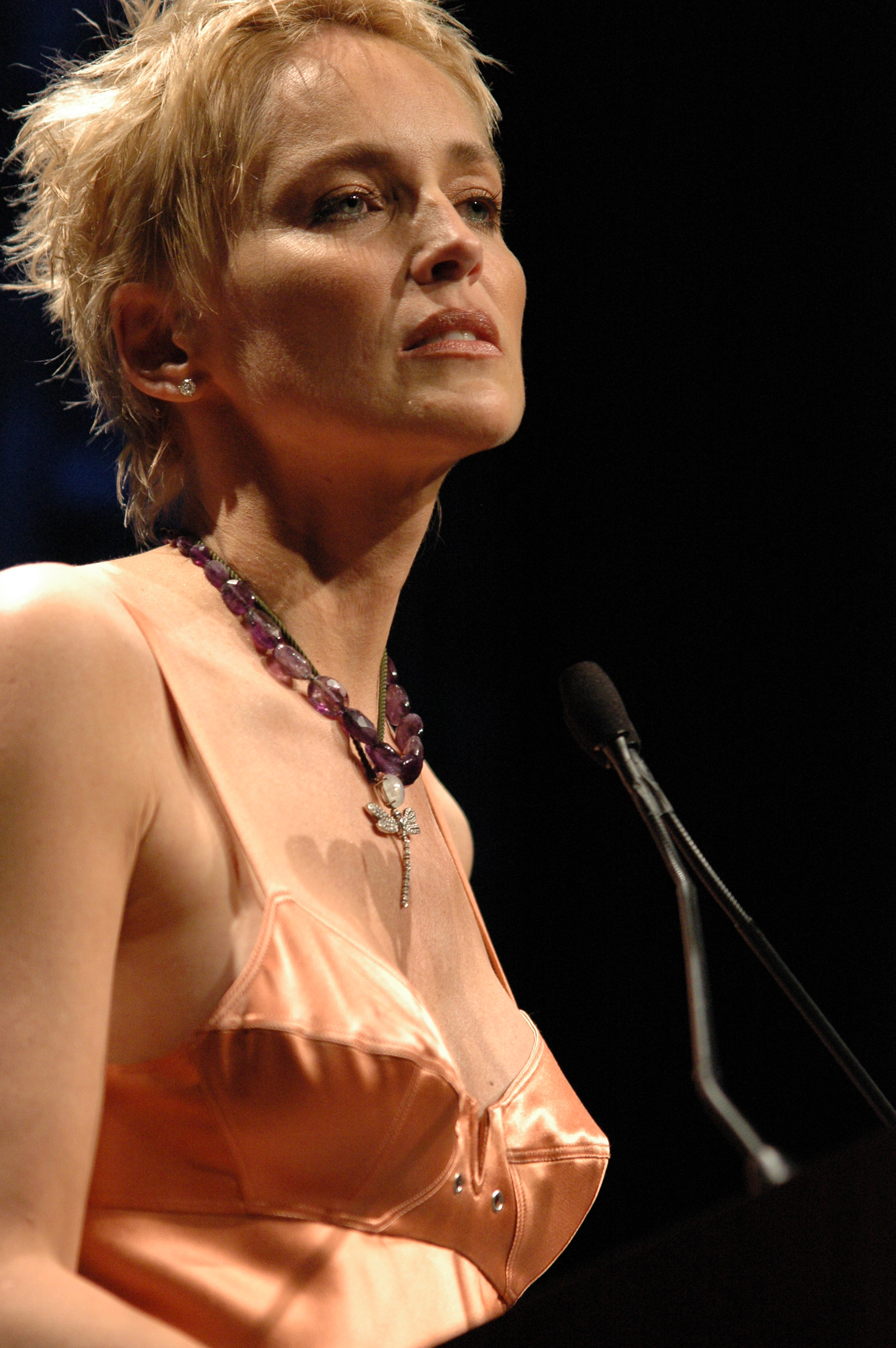
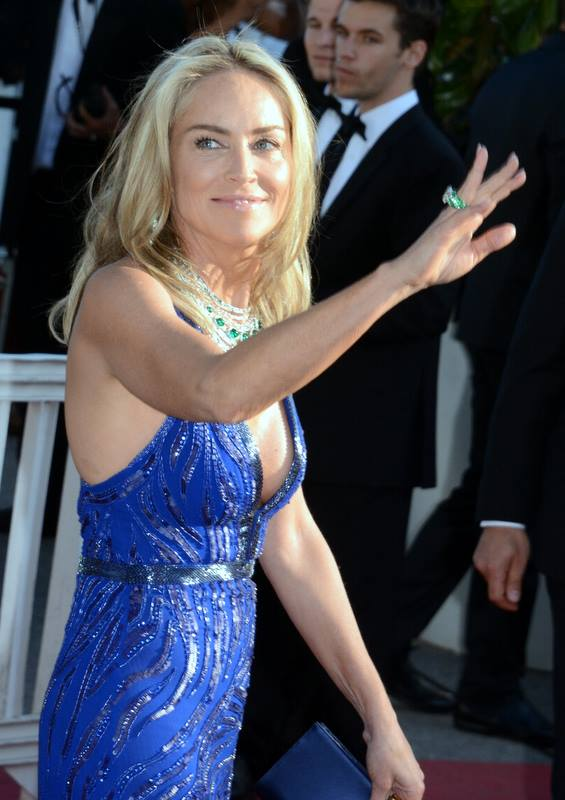
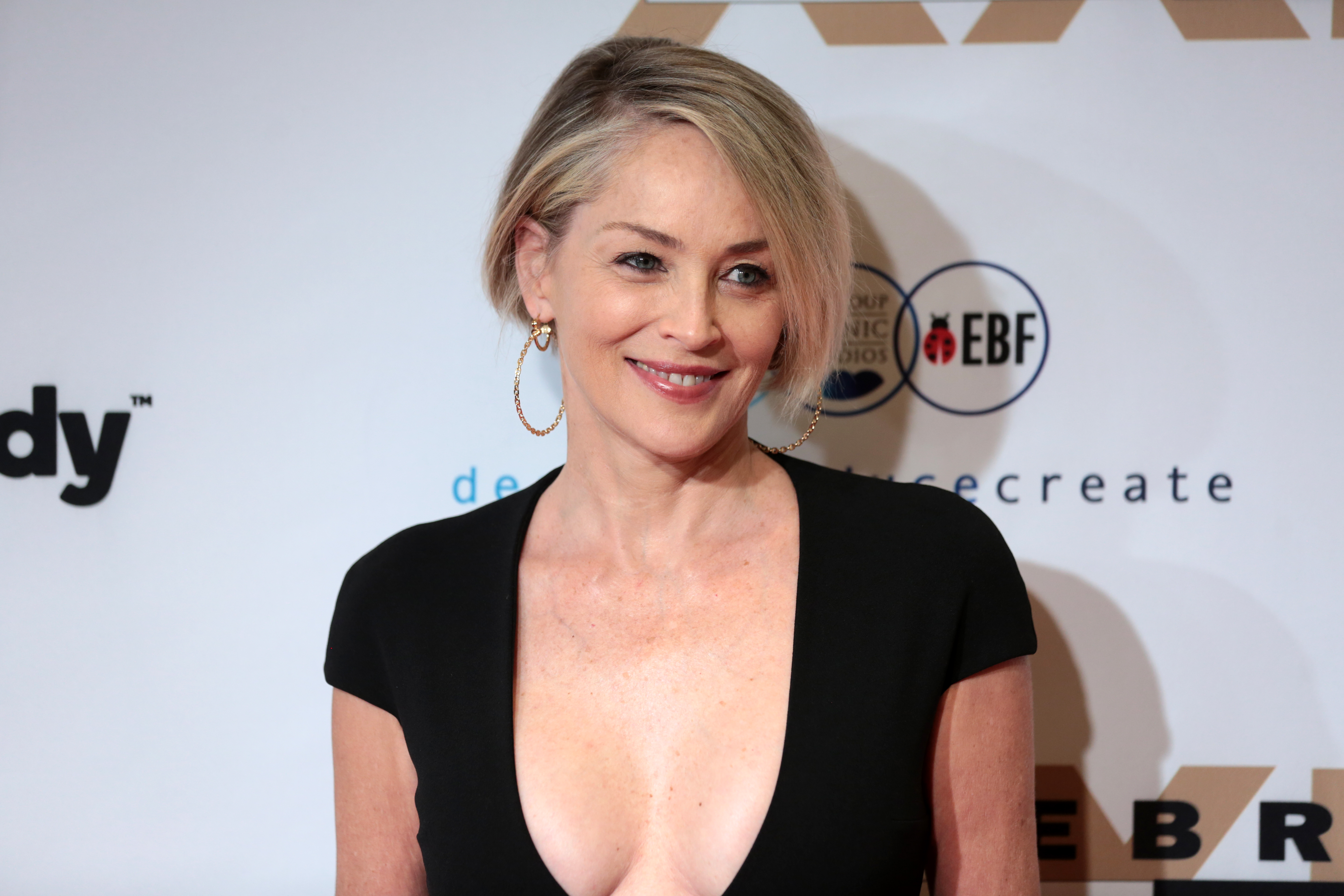
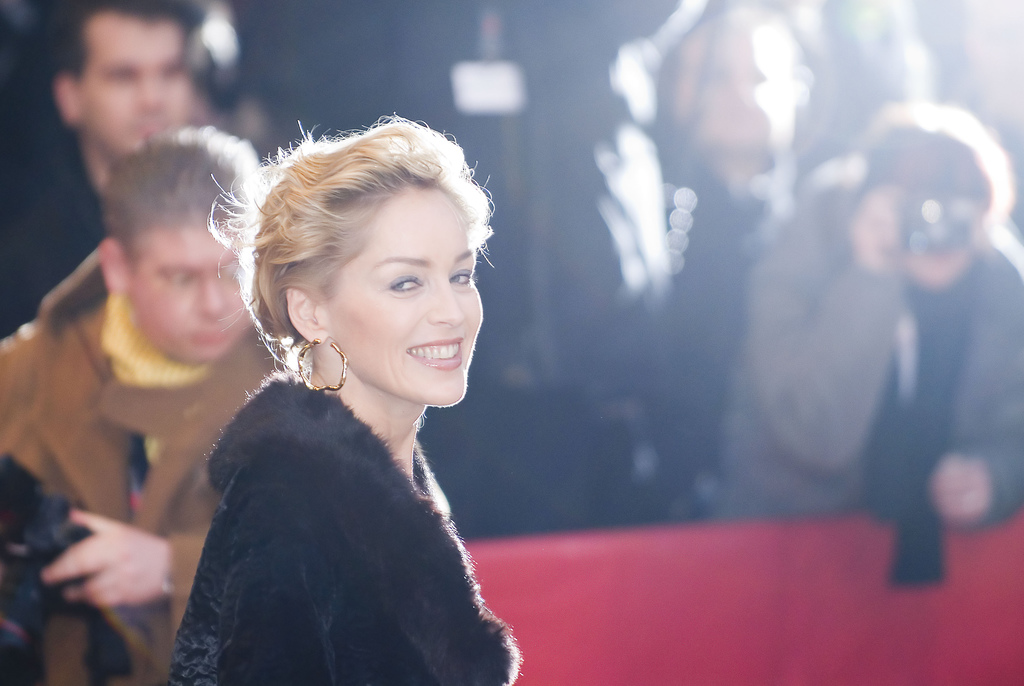
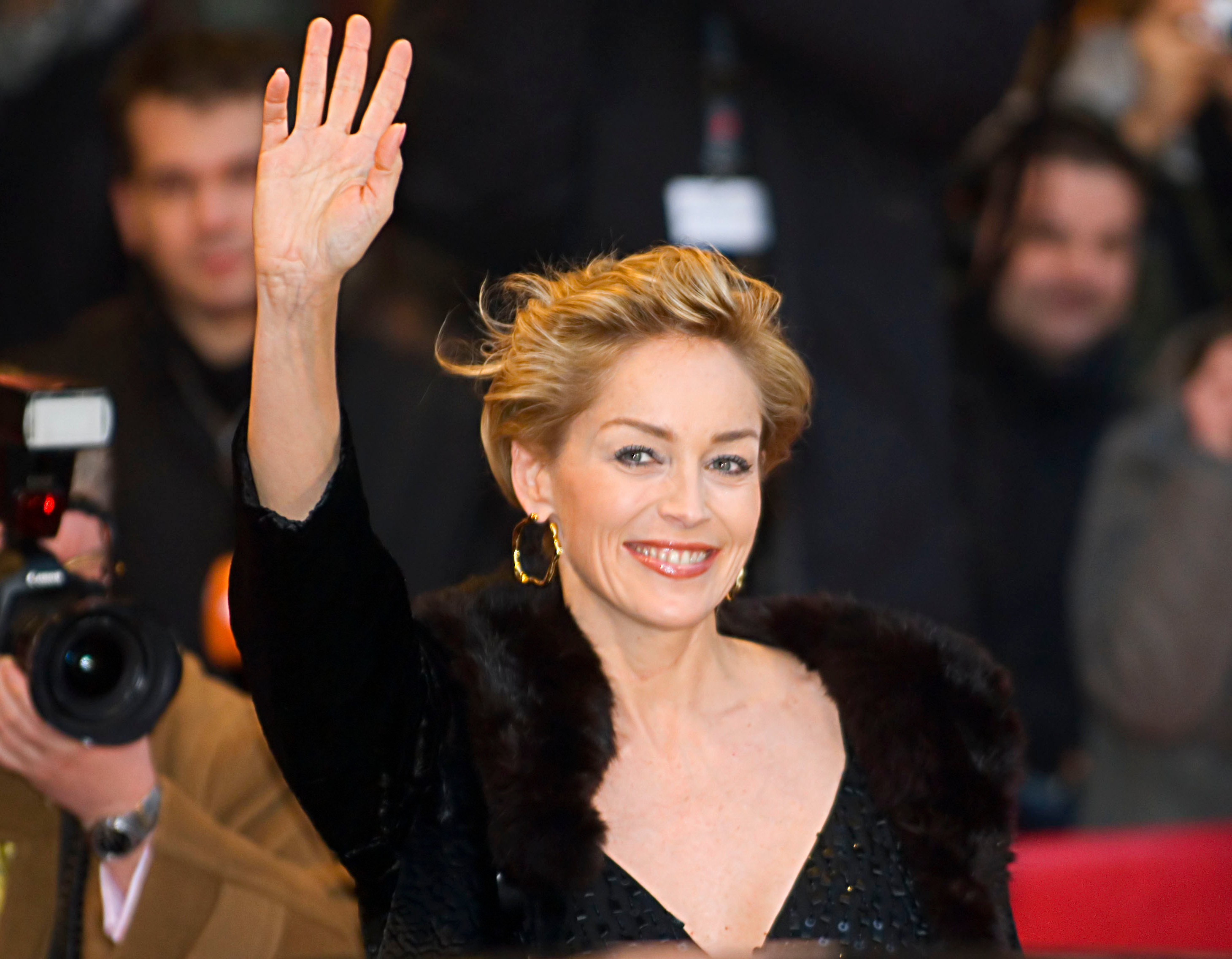